# Theodosius II van Bragança
Theodosius II van Bragança (Vila Viçosa, 28 april 1568 - ?, 1630) was een zoon van Johan I van Bragança en Catharina van Portugal (1540-1614). Theodosius werd grootgebracht aan het hof van Sebastiaan I van Portugal. In 1583 volgde hij zijn vader op als hertog van Bragança. Theodosius II was in 1603 gehuwd met Anna de Fernandez de Velasca (-1607), en werd de vader van:
- Johan IV van Portugal (1604-1656)
- Eduard (1605-1649)
- Catharina (1606-1610)
- Alexander (1607-1637)